# ليفي فونتين
ليفي فونتين (1 نوفمبر 1948 - ) (بالإنجليزية: Levi Fontaine)‏ هو لاعب كرة سلة أمريكي في مركز هجوم خلفي.

## وصلات خارجية
- ليفي فونتين على موقع إن بي أي (الإنجليزية)
- ليفي فونتين على موقع سبورتس رفرنس (الإنجليزية)
- ليفي فونتين على موقع ريلجم (الإنجليزية)
- ليفي فونتين على موقع بروبوليرز (الإنجليزية)